# Équitation western

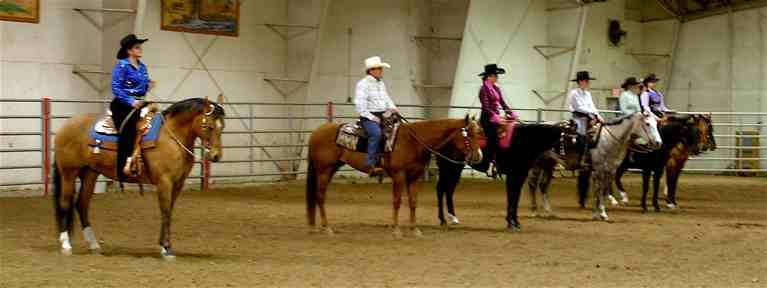
Équitation western

 (août 2019).
Si vous disposez d'ouvrages ou d'articles de référence ou si vous connaissez des sites web de qualité traitant du thème abordé ici, merci de compléter l'article en donnant les références utiles à sa vérifiabilité et en les liant à la section « Notes et références ».
L'équitation western est une équitation qui s'est développée dans l'Ouest des États-Unis au XIXe siècle (à partir de la Conquête de l'Ouest). Historiquement, elle était avant tout une équitation de travail pratiquée sur les ranchs par les cow-boys. Elle est aussi désormais une équitation de loisir et de compétition.
Elle a pour origine principale l'équitation espagnole, à laquelle s'ajoute l'influence anglo-saxonne. Elle est aussi appelée « équitation américaine », mais cette dénomination est contestée. Surtout pratiquée aux États-Unis, l'équitation western l'est aussi en Europe, par des cavaliers cherchant une approche du cheval différente de celle de l'équitation dite classique ou « à l'anglaise ». 
La monte américaine permet un contrôle absolu du cheval, à condition que le cavalier ait fait de ce dernier un partenaire et collaborateur obéissant, en basant la relation exclusivement sur la confiance. C’est un très long apprentissage qui doit aboutir à une totale entente entre le cavalier et sa monture. 
Le cheval de monte western ne doit pas constamment être soutenu. Il marche d'une manière souple et naturelle, le cavalier lui, est assis d'une manière passive et épouse les mouvements du cheval avec ses hanches. Il utilise les aides du bassin, des mollets ou de la main uniquement lorsqu'il veut obtenir quelque chose du cheval.
Ce qui est important, c’est que le cheval ait assimilé la base du travail qui lui est demandé et qu’il agisse quasiment de façon autonome.
L'équitation western se distingue par un matériel très spécifique, notamment une selle spécialisée possédant une corne à l'avant, dans laquelle le cavalier est bien assis et soutenu. Les mors portent des branches, et les éperons sont à tige longue et molettes. La monte à une main fait également partie des finalités de cette équitation.
L'équitation western de compétition comporte de très nombreuses épreuves inspirées du travail quotidien du cow-boy. Le gymkhana compte des épreuves de vitesse comme le barrel racing. Les épreuves incluant le maniement d'une corde, dites roping, comptent notamment la capture d'un veau au lasso. Le rodéo est également une célèbre épreuve de cette équitation, et le reining forme l'unique discipline d'équitation moderne. L'équitation western se pratique généralement avec des races de chevaux américaines, comme le Quarter horse ou l'Appaloosa.

## Histoire
Des chevaux sont introduits sur le continent américain lors des premières explorations des Européens, puis à plus grande échelle lors de la colonisation. Francisco Vasquez de Coronado (1510-1554) libère notamment un grand nombre de chevaux dans la nature. L'équitation western est, avant tout, une équitation de travail développée dans les ranchs, suivant les nécessités de l'élevage extensif du bétail. Cet intense travail de ranch nécessite des chevaux endurants et polyvalents.

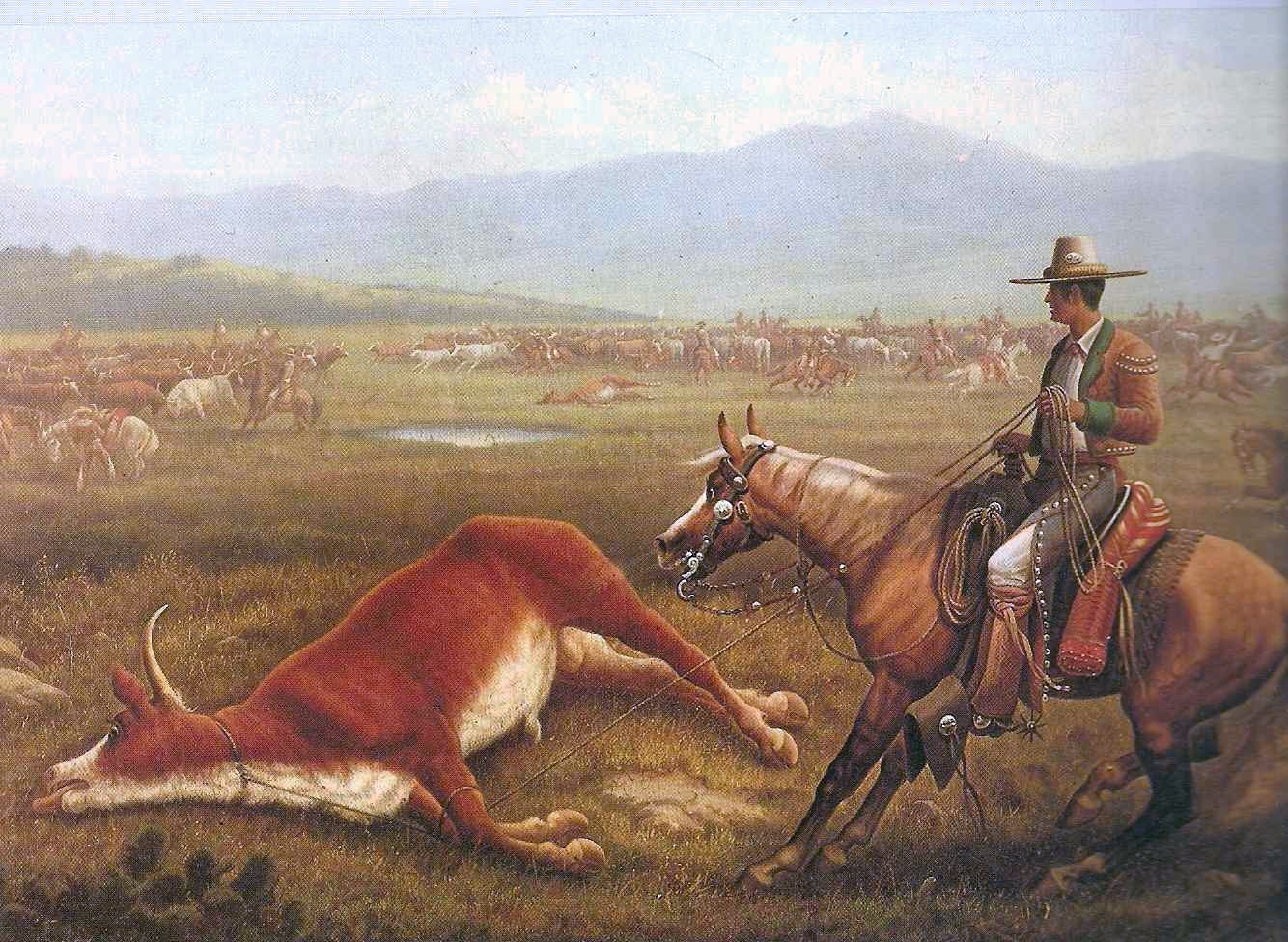
Vaquero
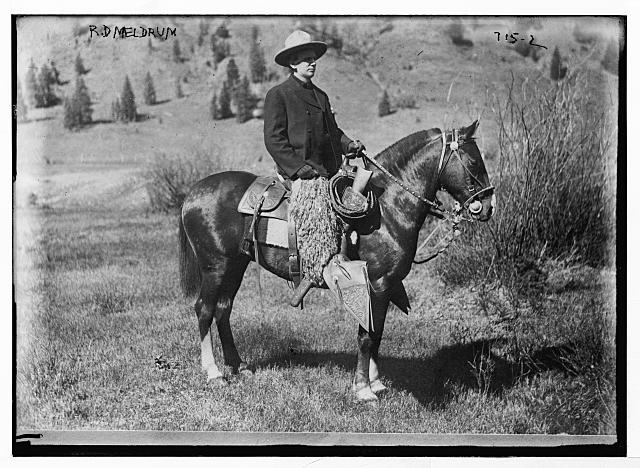
Cow-boy
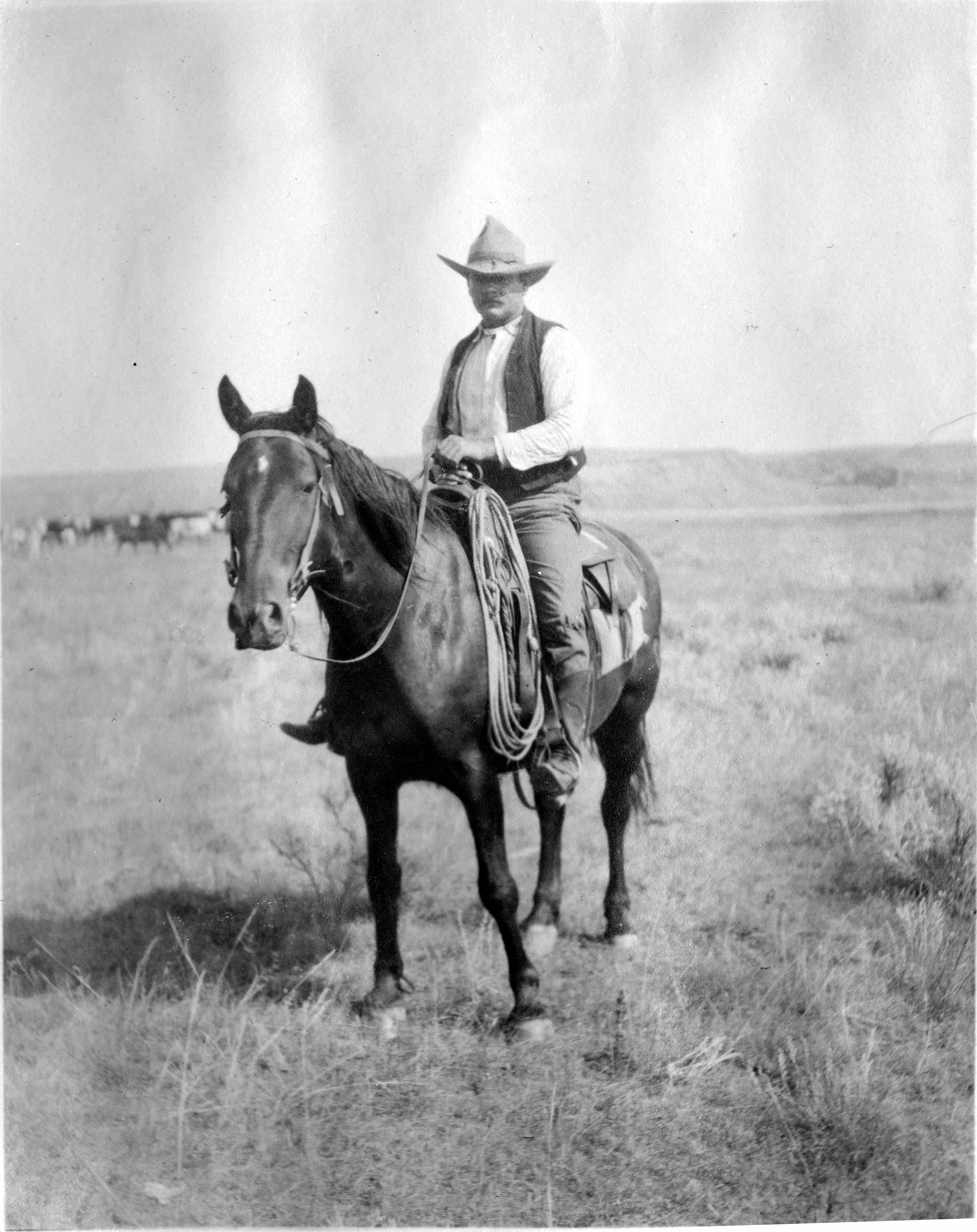
Cowboy
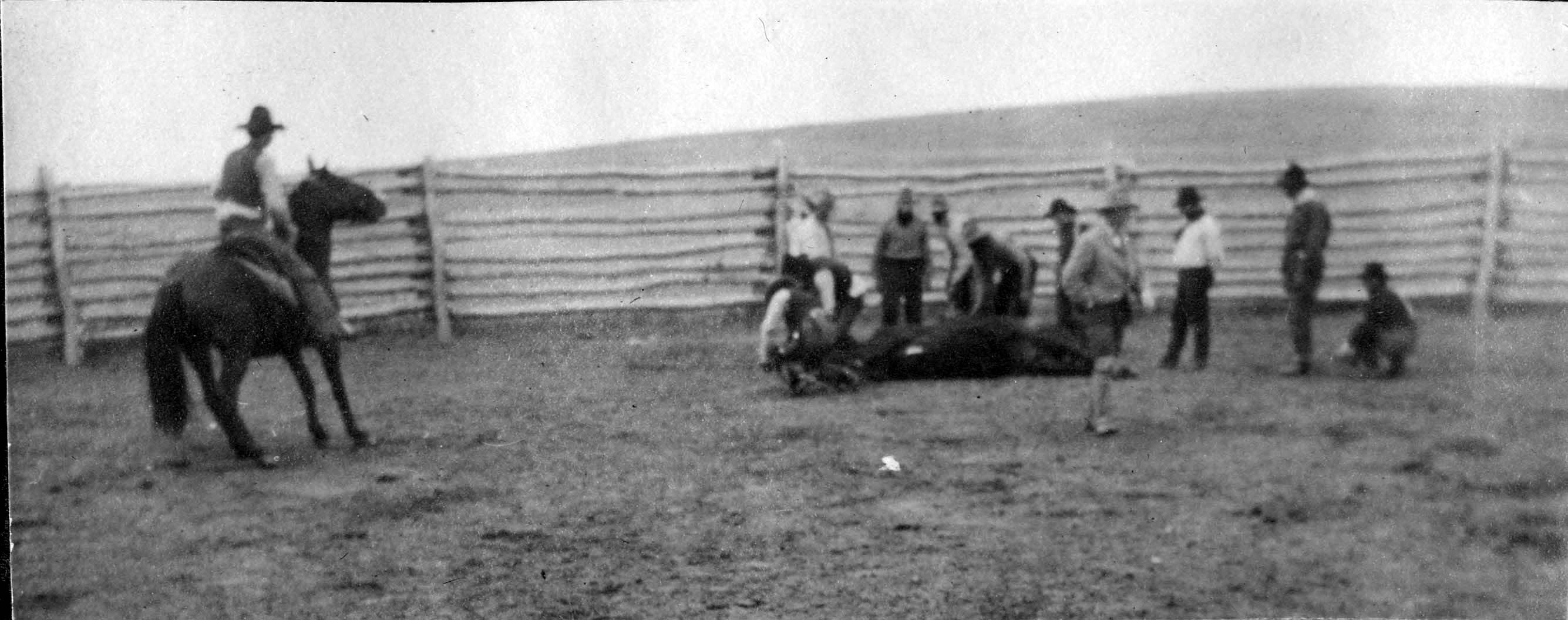
Cowboy capturant une vache.

La plupart des pratiquants de l'équitation éthologique connus depuis la fin du XXe siècle sont issus de l'équitation western. Ils ont élaboré des approches sans violence en prenant en compte la nature du cheval. Néanmoins, les principes de l'équitation dite éthologique sont déjà connus à des époques plus anciennes. Les noms de Pat Parelli, de John Lyons ou de Monty Roberts ont marqué le monde cavalier, tandis que ceux de Denton Offut et de John Solomon Rarey ont été oubliés. Tom Dorrance est l'un des premiers pratiquants de monte western aux États-Unis à mettre en place une méthode d'éducation équine basée sur le respect du cheval. Avec Ray Hunt, un autre rancher, il a mis en place de nouveaux codes pour communiquer avec l'animal. Au quotidien, les cavaliers en équitation western utilisent ces aides précieuses pour obtenir de la confiance et du travail dans la sérénité avec leur monture.

## Épreuves
L'équitation western est très diversifiée. Certaines épreuves, soutenues par des associations actives, sont plus répandues que d'autres. L'équitation western ne se réduit pas aux épreuves les plus connues.

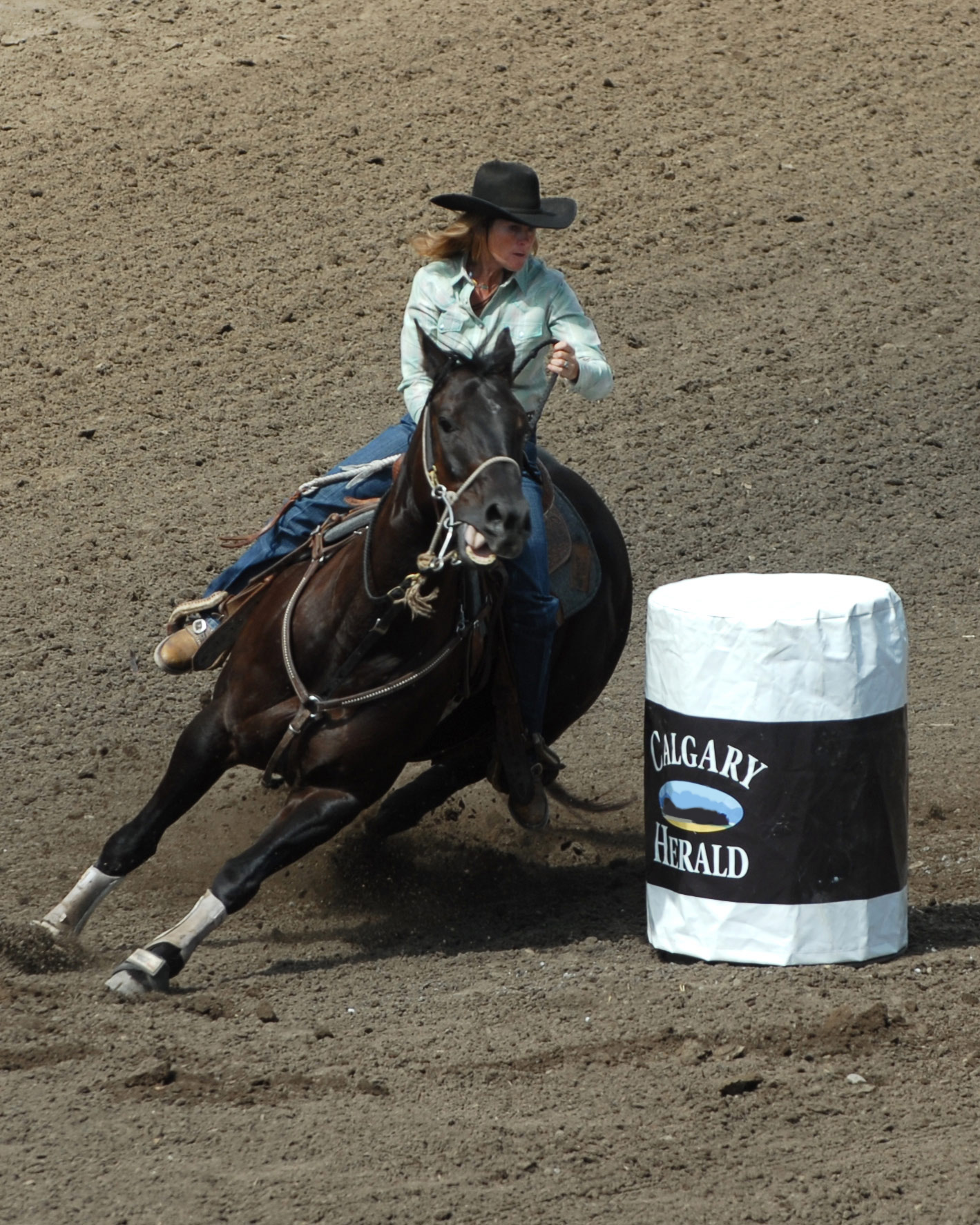
Barrel racing
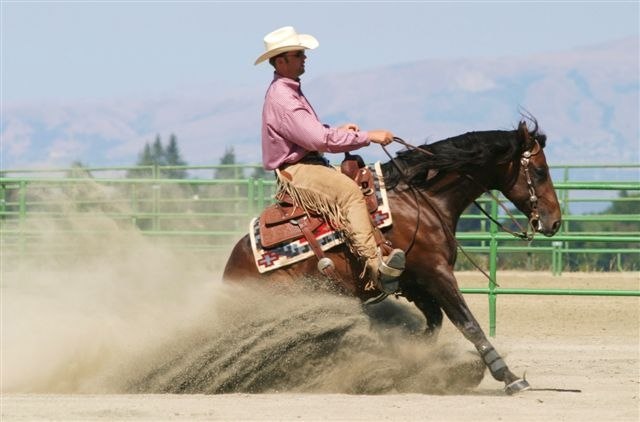
Reining
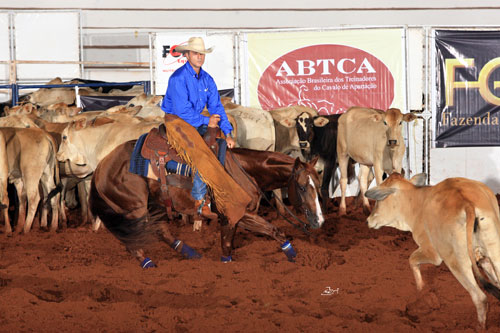
Cutting
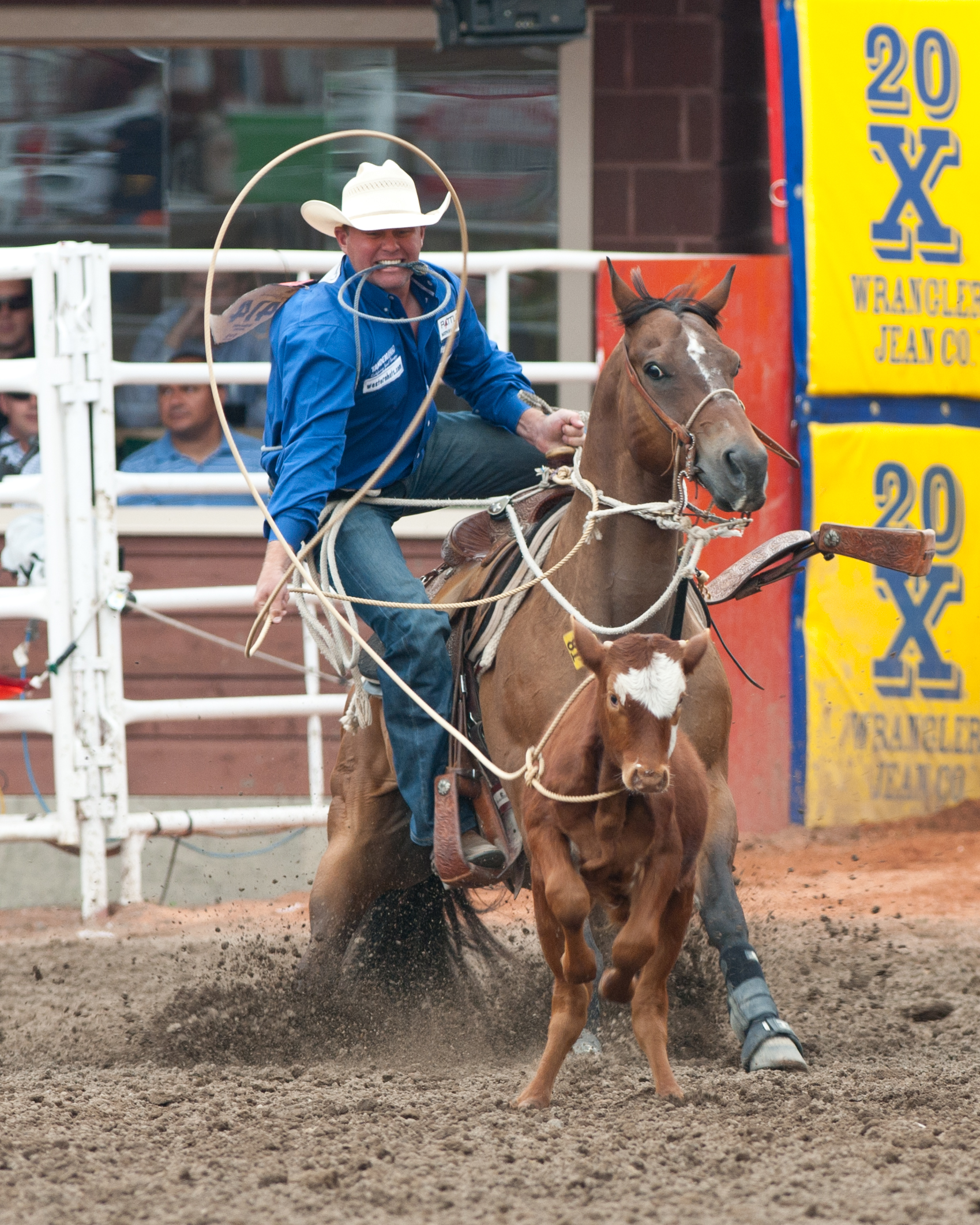
Calf Roping
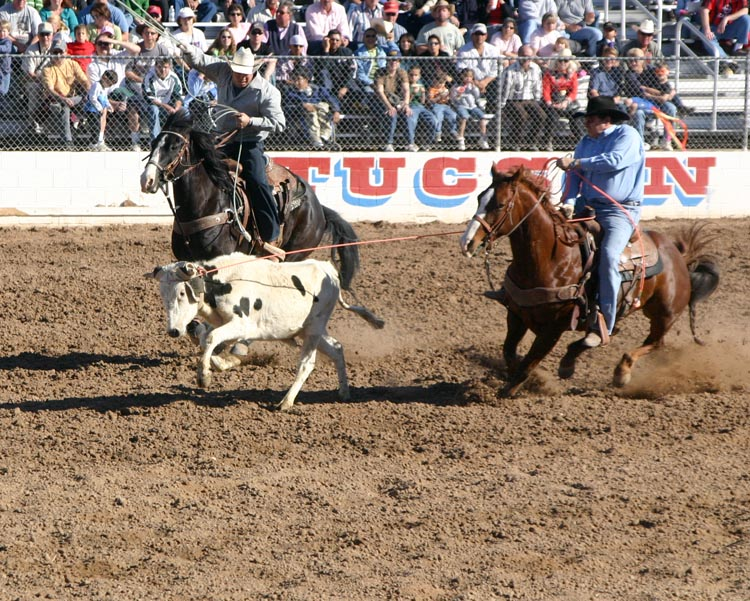
Team Roping

| - Gymkhana : - Barrel racing - Birangle Stake Race - Figure 8 Flag Race - Figure 8 Stake Race - Hurry Scurry - Keyhole - Pole Bending - Quadrangle Stake Race - Speedball - Speed Barrels - Single Stake Race - Big T - Pony Express - Pick Up Rider - Exchange Rider - Potatoe Race - etc. | - Roping : - Heading - Heeling - Team Roping - Steer Stopping - Calf Roping - Breakaway Roping - Figure 8 Roping - Rodéo - Steer Wrestling - Saddle Bronc Riding - Bareback Bronc Riding - Wild Cow Milking - Relay Race - Junior Rodeo - Goat Tying - Steer Daubing | - Ground work - Showmanship at halter - Halter - Longeline - Trail in hand | - Dry work - Western pleasure - Western Horsemanship - Western Riding - Trail - Reining - Free Style Reining - Bareback Equitation - Stockhorse - Cow work - Cutting - Ranch cutting - Cattle penning - Team penning - Working cowhorse - Calf branding - Versatile ranch horse |  | Catégorisation des épreuves : - Gymkhana : regroupe les épreuves de vitesse - Ground Work : les épreuves en main - Dry Work : le travail sans bétail (littéralement « travail sec ») - Cow Work : le travail avec bétail |

### Rodéo
Il existe au moins deux grandes disciplines chevaux montés dans le rodéo :
- le Bronc Riding qui se pratique avec une selle démunie de la corne.
- le bareback riding qui se pratique à cru.

Dans les épreuves de Bronc riding, le cavalier à en main une simple longe attachée à un licol
Dans les épreuves de monte à cru, les cavaliers ne disposent que d'une poignée fixée à la sous ventrière et il leur faut se maintenir sur l'animal durant 8 secondes. Ils ne doivent en aucun cas toucher leur monture de leur main libre. Ce sport vient précisément du Texas.

### Gymkhama

#### Barrel racing
Les concours de barrel racing consistent à passer autour de trois barils placés en forme de triangle, qu'il faut contourner en forme de trèfle. Il faut franchir ce parcours le plus rapidement possible. Les meilleurs chevaux pour cette épreuve sont les Quarter Horse à la musculature très développée. Les chevaux sont entraînés pour courir vite et faire des tournants serrés. Il est préférable d'entraîner ses chevaux à faire autre chose que de tourner les cannes, car le cheval apprend juste à galoper à grande vitesse et le cavalier a souvent de la difficulté à le contrôler. Il faut prendre le temps de faire du pas, trot, galop, mais aussi des déplacements des hanches, des pas latéraux. Le cheval sera plus en forme et pourra être mieux contrôlé par la suite. 

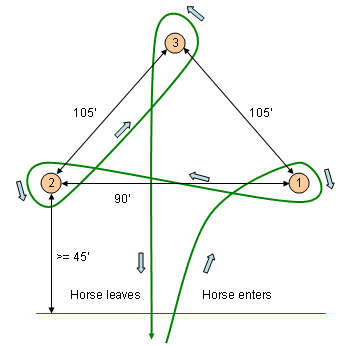
parcours de Barrel
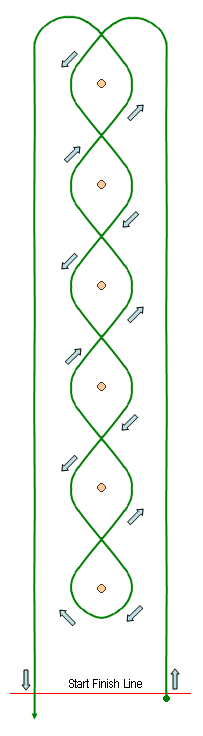
Pole Bending

### Reining
Le Reining est une discipline de dressage. Les premières compétitions sont apparues dans les années 40 aux États-Unis. Le cavalier doit durant cette épreuve réaliser un ensemble de "patterns" pour montrer au jury que son cheval est aux ordres et qu'il n'est pas stressé. Un pattern se compose de la façon suivante : le cavalier doit faire 3 cercles au grand galop et 3 cercles au petit galop. Des figures techniques complexes sont présentes durant ce show.  

### Horsemanship
La discipline de Western Horsemanship évalue l’habileté du cavalier, en harmonie avec son cheval, à exécuter avec précision et calme un parcours imposé par les juges transmis aux participants quelques heures avant le début de l’épreuve. 
Ce parcours comprend un certain nombre de difficultés permettant aux juges d’apprécier pleinement les talents du cavalier : pas, trot, galop en ligne droite et en cercle, pivots, reculons, etc.
Le concurrent doit démontrer de l’assurance tout en conservant une position équilibrée, fonctionnelle et fondamentalement correcte.
À partir du parcours individuel, les meilleurs cavaliers sont appelés pour une seconde épreuve collective, une sorte de Western Pleasure (les cavaliers sont appelés tous ensemble sur la piste). Cela permet aux juges d'attribuer des points supplémentaires dans le cas où deux cavaliers ont réalisé des performances très comparables.
L’attitude, la discrétion des aides du cavalier et l’harmonie du couple sont des facteurs déterminants pour cette discipline. 

### Western Riding
Le Western Riding est une épreuve qui juge l'aisance, la précision et la synchronisation lors des changements de pieds au galop du cheval. Cette discipline permet d’apprécier la qualité du mouvement et la souplesse de l'équidé qui doit être sensible, maniable et libre dans ses mouvements. Le cheval doit donner une impression agréable, confortable et calme. Sont jugés : la précision, les allures, les changements de pieds au galop, la réponse au cavalier, le style et les dispositions du cheval. Le parcours imposé comprend une barre posée au sol, un slalom et des serpentines en effectuant des changements de pieds très précis. 
Le concurrent qui aura démontré des changements de pied fluides, calmes et exactement au milieu des cônes gagnera l'épreuve.

### Trail
Le Trail est une discipline western qui permet à la fois aux débutants de s’initier aux techniques de monte western, sans vitesse, et aux cavaliers expérimentés de travailler à un très haut niveau de dressage. En effet, la multitude de parcours possibles enchaînant passage de porte, slaloms, stops, départs au galop de l’arrêt, trot rasant, reculer complexes, etc. nécessite un gros travail de préparation que tout cavalier « dresseur », aime réaliser. 

### Western Pleasure
Dans cette épreuve, le cheval se déplace en « rasant le tapis » à un rythme très lent ; ce qui rend ses allures extrêmement confortables. Grâce à cette discipline et à son type de chevaux de lignée Pleasure, beaucoup de cavaliers peuvent accéder à une équitation western calme et agréable.
Tous les chevaux sont appelés ensemble dans le manège ou la carrière et les 3 allures principales (pas, trot, galop) sont demandées par le juge. Le cheval avec les allures les plus lentes (mais naturelles) et avec la meilleure qualité de mouvement sera en tête de l'épreuve.

## Chevaux
L'équitation western est plus propice aux races américaines du type Quarter Horse, Appaloosa, Paint Horse, Nokota, Morgan ou encore Mustang, mais toutes les races peuvent en théorie la pratiquer. Les Pur-sang arabes n'y sont pas rares. Il existe différentes allures dans l'équitation western : le pas, le trot et le galop. Les robes des chevaux américains les plus connues sont le noir, le bai et l'alezan.
Les taches de l'appaloosa sont différentes de celles du pie, elle forme des petites taches rondes et plus nombreuses comme un dalmatien, alors que le pie a des tâches moins régulières et plus grandes.

## Diffusion de la pratique

### Aux États-Unis
Les compétitions de chevaux sont très populaire. Le reining prend une grande place au travers du pays. À Oklahoma City, se tient la plus grande compétition de reining du continent, des représentants de partout s'y rendent chaque année pour représenter leur pays. Le barrel racing est considéré comme une discipline exclusivement pour les femmes. 

### En France
L'équitation western est en plein développement, menée par l'Association française d'équitation western (AFEW)[réf. nécessaire].
Elle est déjà représentée dans le monde depuis 2009, en effet, l’équipe de France composée de Xavier Lorenzon et Charles Berdons a remporté la 2e place de la coupe du monde de barrel racing 2009.

### En Suisse
L'équitation western est présente en Suisse depuis 1978 grâce à la Swiss Western Riding Association (SWRA), les associations des races telles que l'Association suisse des Quarter horses (SQHA, www.sqha.ch) et l'Association suisse des Paint horses (SPHA, www.spha.ch) sont également très actives et permettent le développement d'un niveau équestre national très intéressant pour un petit pays comme la Suisse. Ainsi il n'est pas rare de voir des champions européens de cette nationalité.